# Полип (медицина)

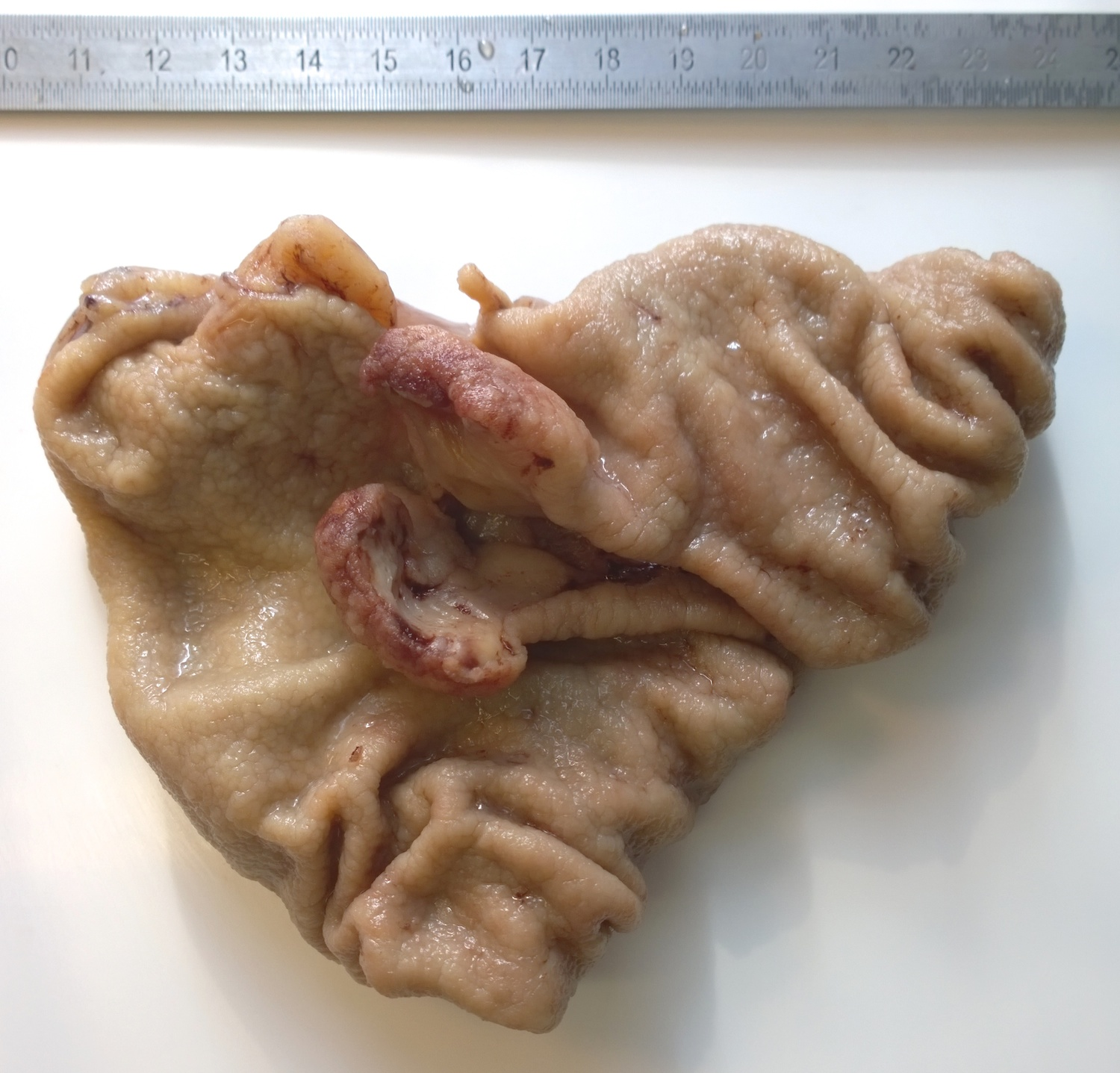
Фибро-воспалительный полип желудка

Поли́п, полипо́з (греч. poly много + p[us] нога; греч. poly много + p[us] нога + -osis) — собирательный термин, используемый для обозначения различных по происхождению патологических образований, аномальное разрастание тканей над слизистой оболочкой. Если полип прикреплён к поверхности слизистой оболочки узким удлинённым стеблем, его называют «имеющий ножку»; если стебель отсутствует — «имеющий широкое основание».
Полипы встречаются в носу, придаточных пазухах, желудке, толстой кишке, теле матки, мочевом и желчном пузырях. Могут встречаться и в других органах тела, имеющих слизистую оболочку, например в тонкой кишке и шейке матки.
Тенденцию к появлению множественных полипов называют полипозом (более 20).

## Классификация
- опухоли (неоплазии)
- гиперпластические полипы
- гамартомы,
- тератомы,
- гетеротопии,
- плацентарный полип,
- полиповидные образования неясной этиологии[2].

## Виды полипов по локализации
- Полип носа
- Полип желудочно-кишечного тракта (пищевода, желудка, тонкой и толстой кишок)
- Полип матки (тела, шейки)
- Полип мочевого пузыря
- Полип желчного пузыря

## Диагностика, лечение
Диагностику полипов проводят рентгенологическим, эндоскопическим и морфологическим методом исследования.
Лечение полипов, как правило, предполагает оперативное вмешательство, в ряде случаев с эндоскопическими методами. Иссеченные ткани направляют на гистологическое исследование.
Прогноз благоприятный. 